# NGC 7772
NGC 7772 је расејано звездано јато у сазвежђу Пегаз које се налази на NGC листи објеката дубоког неба.
Деклинација објекта је + 16° 14' 54" а ректасцензија 23h 51m 45,0s. Привидна величина (магнитуда) објекта NGC 7772 износи 12,1. NGC 7772 је још познат и под ознакама OCL 230.